# Hermanas de la Sagrada Familia de Spoleto
La Congregación de la Sagrada Familia de Spoleto (oficialmente en latín: Congregatio Sororum Sacræ Familiæ Spoletana) es un instituto religioso católico femenino, de vida apostólica y de derecho pontificio, fundado en 1888 por el sacerdote italiano Pedro Bonilli en Trevi. A las religiosas de este instituto se les conoce como Hermanas de la Sagrada Familia o simplemente como bonilianas y posponen a sus nombres las siglas S.S.F.S.

## Historia

Pedro Bonilli (1841-1935), fundador de la congregación, es venerado como beato en la Iglesia católica.

La congregación fue fundada en Trevi (Italia) por el sacerdote Pedro Bonilli, promotor de la devoción a la Sagrada Familia, en cuyo honor fundó esta y otras sociedades e institutos. En 1887 Bonilli abrió en Cannaiola, un barrio de Trevi, un orfanato, ofreciéndole la dirección a las Congregación de la Sagrada Familia de Bérgamo. Estas religiosas rechazaron el proyecto, por lo que el fundador dio origen al nuevo instituto el 13 de mayo de 1888.
El instituto inició formalmente con la aprobación como congregación religiosa de derecho diocesano por el obispo de Spoleto, Elvezio Pagliari, en 1888, con el nombre de Congregación de la Sagrada Familia. El instituto fue elevado a la categoría de congregación pontificia por el papa Pío X, mediante decretum laudis del 8 de marzo de 1911.

## Organización
La Congregación de Hermanas de la Sagrada Familia de Spoleto es un instituto religioso de derecho pontificio y centralizado, cuyo gobierno es ejercido por una superiora general. La sede central se encuentra en Roma (Italia).
Las hermanas de la Sagrada Familia se dedican a la atención de los huérfanos, los enfermos y discapacitados. Estas religiosas visten un hábito compuesto por túnica y velo negros. En 2017, el instituto contaba con 286 religiosas y 42 comunidades, presentes en Italia, Brasil, Chile, Costa de Marfil, El Salvador, Guatemala, India y Rumanía.